# Oskar Fritsch
Oskar Fritsch (* 11. Juni 1883 in Nürnberg; † 9. August 1972 in Eichstätt) war ein deutscher Jurist und Schriftsteller.

## Leben
Als Sohn eines Landgerichtsdirektors geboren, studierte Fritsch nach dem Besuch des Gymnasiums in Schweinfurt Rechtswissenschaften in Erlangen und Würzburg. Während seines Studiums wurde er im Wintersemester 1901/02 Mitglied der Burschenschaft der Bubenreuther. Er nahm von 1914 bis 1918 als Soldat am Ersten Weltkrieg teil, zuletzt als Hauptmann. Später wurde er Obersturmführer der SA. 1928 wurde er Landgerichtsrat in Traunstein und 1932 Oberstaatsanwalt in Bayreuth. Zum 1. Mai 1935 trat er der NSDAP bei (Mitgliedsnummer 3.613.510). 1937 wurde er Landgerichtsdirektor am Landgericht Regensburg, 1939 am Landgericht Eichstätt Landgerichtspräsident. Er war schriftstellerisch tätig.

## Veröffentlichungen
- Lieder einer Jugend. Würzburg 1918.
- Der deutsche Gedanke in der Dichtung. Ein Vortrag. Nürnberg 1920.
- Friedrich der Große, unser Held und Führer. München 1924, 3. Auflage, München 1936.
- Deutschlands Knechtschaft und Befreiung. Das Zeitalter der Befreiungskriege im Lichte der Gegenwart. München 1927, München 1934.